# Mbuinzau
Mbuinzau är en kulle i Kenya.   Den ligger i länet Makueni, i den södra delen av landet, 170 km sydost om huvudstaden Nairobi. Toppen på Mbuinzau är 1 370 meter över havet, eller 369 meter över den omgivande terrängen. Bredden vid basen är 4,6 km.
Terrängen runt Mbuinzau är huvudsakligen platt, men den allra närmaste omgivningen är kuperad. Runt Mbuinzau är det ganska tätbefolkat, med 155 invånare per kvadratkilometer. Trakten runt Mbuinzau består i huvudsak av gräsmarker.